# Claude Delisle
Claude Delisle (1644-1720) foi um cartógafo e historiador francês. Foi pai do também cartógrafo Guillaume Delisle e dos astrónomos Louis de l'Isle e Joseph-Nicolas Delisle.